# Lamachos
Lamachos (în greacă Λάμαχος) a fost un strateg atenian din timpul Războiului Peloponesiac. Cariera sa militară a început în jurul anului 435 î.Hr., însă a devenit cu adevărat proeminent în anii 420 î.Hr. A fost unul dintre strategii care au făcut parte din invazia Atenei asupra Siracuzei.